# Phoenix (francuski zespół muzyczny)
Phoenix – francuski zespół pop-rockowy śpiewający po angielsku.

## Historia
Grupa powstała w 1991 roku na średnio zamożnych, wersalskich przedmieściach Paryża. Należy zaznaczyć, że z tego samego kręgu kulturowego pochodzą również inni przedstawiciele francuskiej sceny muzycznej, znajomi członków Phoenix – Air oraz Daft Punk. Gitarzysta Phoenix – Laurent Brancowitz – grał razem z Thomasem Bangalterem oraz Guyem-Manuelem de Homem-Christo jako Darlin’. Zespół ten później przeobraził się w Daft Punk.
Phoenix (nazwa pojawiła się w 1997 r.) debiutowali singlem „Party Time” (1999), a w roku 2000 wydali swój pierwszy długogrający krążek United. „Too Young” promujący ich pierwszy album został użyty jako soundtrack w filmie Braci Farrelly pt: Shallow Hal oraz w drugim obrazie Sofii Coppoli (żony wokalisty Phoenix – Thomasa Marsa) zatytułowanym Między słowami. Poza tym, pojawili się też, na stronie B singla Air „Kelly Watch The Stars” remiksując ów kawałek. Ponadto wspólnie z Air, dali występ w brytyjskiej telewizji, w programie Joolsa Hollanda grając nowe wersje „Sexy Boy” oraz właśnie „Kelly Watch The Stars”.
Drugi album, Alphabetical, wydany 29 marca 2004 r. stał się już komercyjnym sukcesem. Single: „Everything Is Everything” oraz „Run Run Run” zagościły na alternatywnych listach przebojów, a w związku z promocją wydawnictwa Francuzi zagrali 150 koncertów na trzech kontynentach. Podczas tournée po Skandynawii grupa zarejestrowała 10 piosenek, opublikowanych 30 dni po zakończeniu trasy jako Live! Thirty Days Ago. Początkowo wydawnictwo było dostępne tylko przez Internet, jednak już na początku 2005 roku, pod tym samym tytułem, można było je nabyć w fizycznej postaci.
Latem 2005 roku zespół udał się do berlińskiego studia Planet Roc w celu zarejestrowania piosenek na ich trzeci album – It’s Never Been Like That. Wszystkie utwory powstały dopiero w studiu, gdyż zespół nie dysponował wtedy żadnym materiałem. Krążek ukazał się 15 maja 2006, zyskując przychylność krytyków oraz publiczności. Z początkiem roku 2006 Phoenix rozpoczęli promocję materiału na koncertach. Pierwszym singlem promującym to wydawnictwo był „Long Distance Call”, do którego klip wyreżyserował Roman Coppola.
Czwarty długogrający album Wolfgang Amadeus Phoenix został wydany 25 maja 2009 r.

## Skład zespołu
- Thomas Mars – wokal, perkusja
- Christian Mazzalai – gitara rytmiczna
- Laurent Brancowitz – gitara prowadząca, instrumenty klawiszowe
- Deck D’Arcy – gitara basowa

## Dyskografia

### Albumy studyjne
- United (2000)
- Alphabetical (2004)
- It’s Never Been Like That (2006)
- Wolfgang Amadeus Phoenix (2009)
- Bankrupt! (2013)
- Ti Amo (2017)

### Albumy koncertowe
- Live! Thirty Days Ago (2004)

### Single
- „Party Time” (1999)
- „Heatwave” (1999)
- „Too Young” (2000)
- „If Ever Feel Better” (2001)
- „Everything Is Everything” (2004)
- „Run Run Run” (2004)
- „Long Distance Call” (2006)
- „Consolation Prizes” (2006)
- „1901” (2009)
- „Lisztomania” (2009)
- „Lasso” (2010)
- „Entertainment” (2013)
- „Trying to Be Cool” (2013)
- „S.O.S. in Bel Air” (2013)
- „Alone on Christmas Day” (2015)
- „J-Boy” (2017)
- „Ti Amo” (2017)
- „Goodbye Soleil” (2017)